# Guaiacum officinale
Guaiacum officinale is een van de soorten die het pokhout levert, samen met andere soorten uit het genus Guaiacum. Pokhout is zeer hard en zelfsmerend, het werd onder meer gebruikt aan boord van schepen.  Medicinaal vond het toepassing tegen Spaanse pokken, vandaar de soortaanduiding officinale. 
De fraaie blauwe bloem is de nationale bloem van Jamaica.
Alle soorten in het genus Guaiacum staan op een CITES-lijst van beschermde soorten.

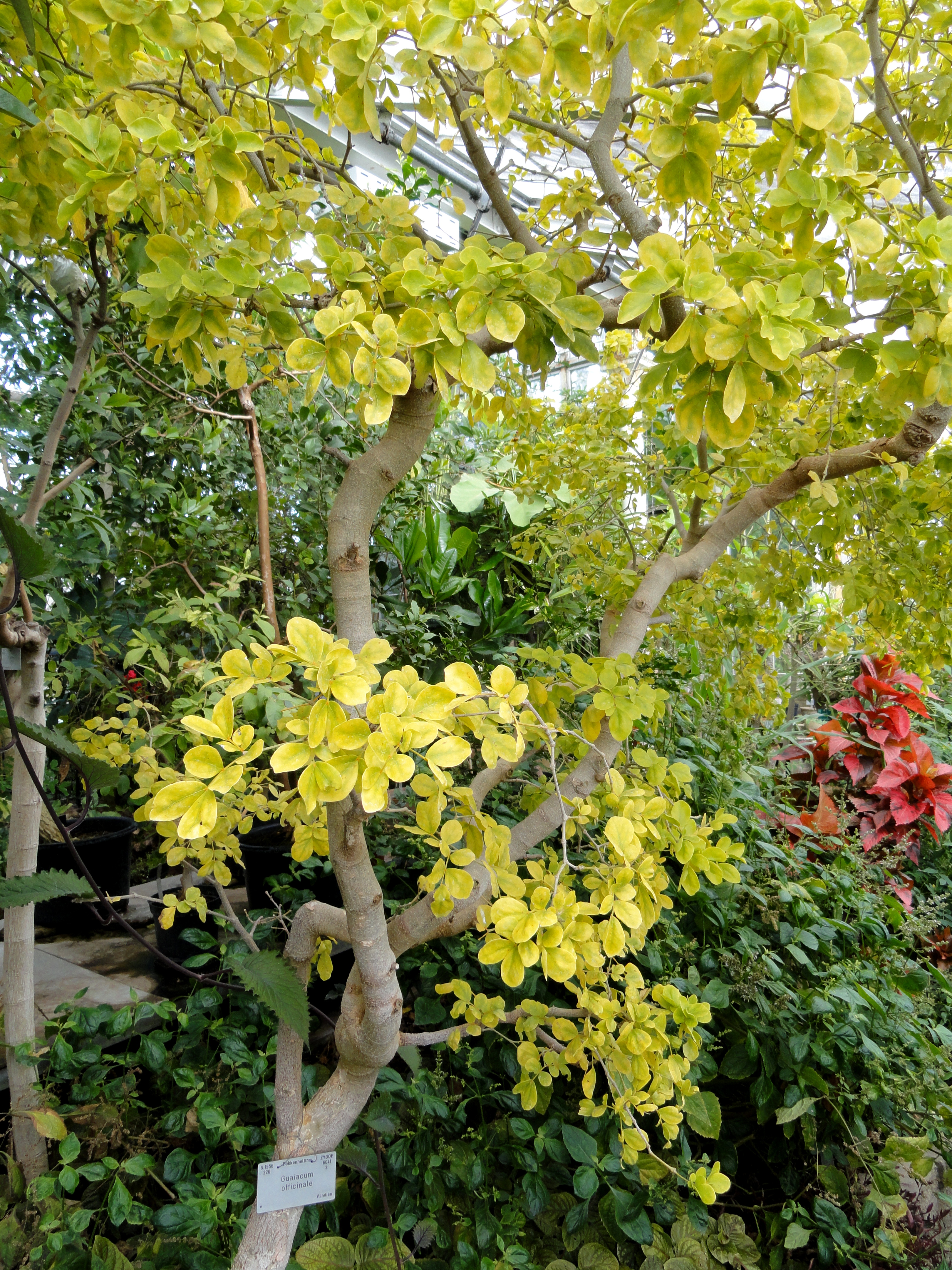
Guaiacum officinale